# Северо-Крымский канал
Северо-Кры́мский канал (СКК, укр. Північно-Кримський канал (ПКК)) — нефункционирующий оросительно-обводнительный канал, построенный в 1961—1971 годах для обеспечения водой маловодных и засушливых территорий Херсонской и Крымской областей Украинской ССР с забором воды из специально построенного в нижнем течении Днепра Каховского водохранилища, наполненного в 1955—1958 годах.
При открытии был известен как Северо-Крымский канал имени Ленинского комсомола Украины. Ширина канала в его начале — 150 метров, глубина — 7 метров. Среднегодовой сток — 380 м³/с (из этого объёма обычно 60—80 м³/с уходило на сельскохозяйственные нужды юго-запада Херсонской области, 300—320 м³/с — в Крым). Максимально технологически возможный сток — до 500 м³/с (это составляет 30 % стока Днепра в его нижнем течении, равного 1670 м³/с).
До 80 % днепровской воды СКК, поступавшей в Крым, использовалось для нужд сельского хозяйства (из них 60 % — на обеспечение выращивания риса) и промышленного прудового рыбоводства; около 20 % днепровской воды СКК подавалось в водохранилища — источники централизованного хозяйственно-питьевого водоснабжения городов и сельских населённых пунктов Крыма. До 2013 года Северо-Крымский канал обеспечивал полуострову 80—87 % объёма забора воды. В 2013 году в Крым было поставлено 1553,78 млн м³, при этом общие транспортные потери на испарение и фильтрацию в подземные водоносные горизонты за год составили 695,3 млн м³.
В апреле 2014 года подача воды из Днепра на Крымский полуостров была перекрыта украинскими властями. С мая 2014 года 147,7 км из 293 км канала используется для переброски воды из горных водохранилищ Белогорского района в восточную часть Крыма. С января 2015 года эта часть канала стала использоваться круглогодично. С этого же года русло канала временно используется для транспортировки питьевой воды из подземных водозаборов северо-восточной части Крыма на Керченский полуостров и в Феодосию. В 2014—2018 годах проведена реконструкция НС-2, НС-16 и НС-3, которая позволила обеспечить стабильную работу при низких уровнях и осуществлять подачу напрямую на станции очистки воды. В 2021 году во время многолетней засухи был построен Бельбекский водозабор, подающий предварительно очищенную воду в Днепровский водовод — одно из ответвлений канала для резервного водоснабжения Севастополя.
24 февраля 2022 в ходе вторжения России на Украину российские войска полностью захватили канал. К 24 марта вода полностью наполнила канал, а с 29 апреля 2022 года начала идти на орошение сельхозземель Крыма.
После разрушения Каховской ГЭС в июне 2023 года подача воды в канал была остановлена.

## История

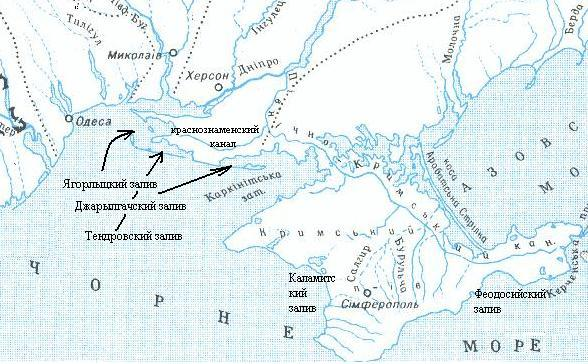
Северо-Крымский и Краснознаменский каналы

Из-за относительно небольшого количества осадков и бедной речной сети в Крыму издавна наблюдалась нехватка пресной воды. 
В 1833 году основатель Никитского ботанического сада Христиан Стевен предложил построить канал от Днепра в Крым. Из-за высокой стоимости работ решение о строительстве было принято только в 1916 году. Но вскоре в России произошла революция и проект не был осуществлён.
В 1930 году сотрудник водной секции Госплана СССР А. С. Панпулов сделал «Заключение по докладной записке к проектной схеме орошения степной части Крыма водами р. Днепра, составленной инж. В. Д. Никольским», где в целом положительно оценил проектную схему инженера, но сделал замечания относительно использованных автором поверхностных данных и противоречивых моментов и сделал вывод: «Ввиду всесоюзного значения и крупного экономического эффекта, орошение северного Крыма водами Днепра — должно незамедлительно преступлено к необходимым подготовительным и организационным, изыскательским и проектным работам с целью всестороннего изучения».
После Великой Отечественной войны рассматривалось три альтернативных варианта обеспечения Крыма водой: строительство водопровода от Кубани, опреснение Азовского моря и строительство канала от Днепра. Наиболее рациональным оказался последний вариант.
21 сентября 1951 года было опубликовано постановление Совета министров СССР «О строительстве Каховской ГЭС на реке Днепр, Южно-Украинского и Северо-Крымского каналов и об орошении земель южных районов Украины и северных районов Крыма». Вскоре стройка была объявлена «великой стройкой коммунизма» и «ударной комсомольской стройкой». В 1951 году Министерство связи СССР выпустило почтовую марку, посвящённую Северо-Крымскому каналу как одной из «великих строек коммунизма».
Более 10 лет шли исследовательские и проектно-изыскательские работы. В феврале 1961 года пленум Крымского обкома Компартии Украины, не имея возможности построить канал силами местных жителей, объявил строительство Северо-Крымского канала «всенародной стройкой». Со всех концов СССР по комсомольским путёвкам в Крым прибыло 10 тысяч молодых строителей на строительство Северо-Крымского канала. Оборудование для строительства Северо-Крымского канала приходило из Архангельска, Биробиджана, Таллина, из ГДР, Болгарии, Югославии и Чехословакии.

### Строительство

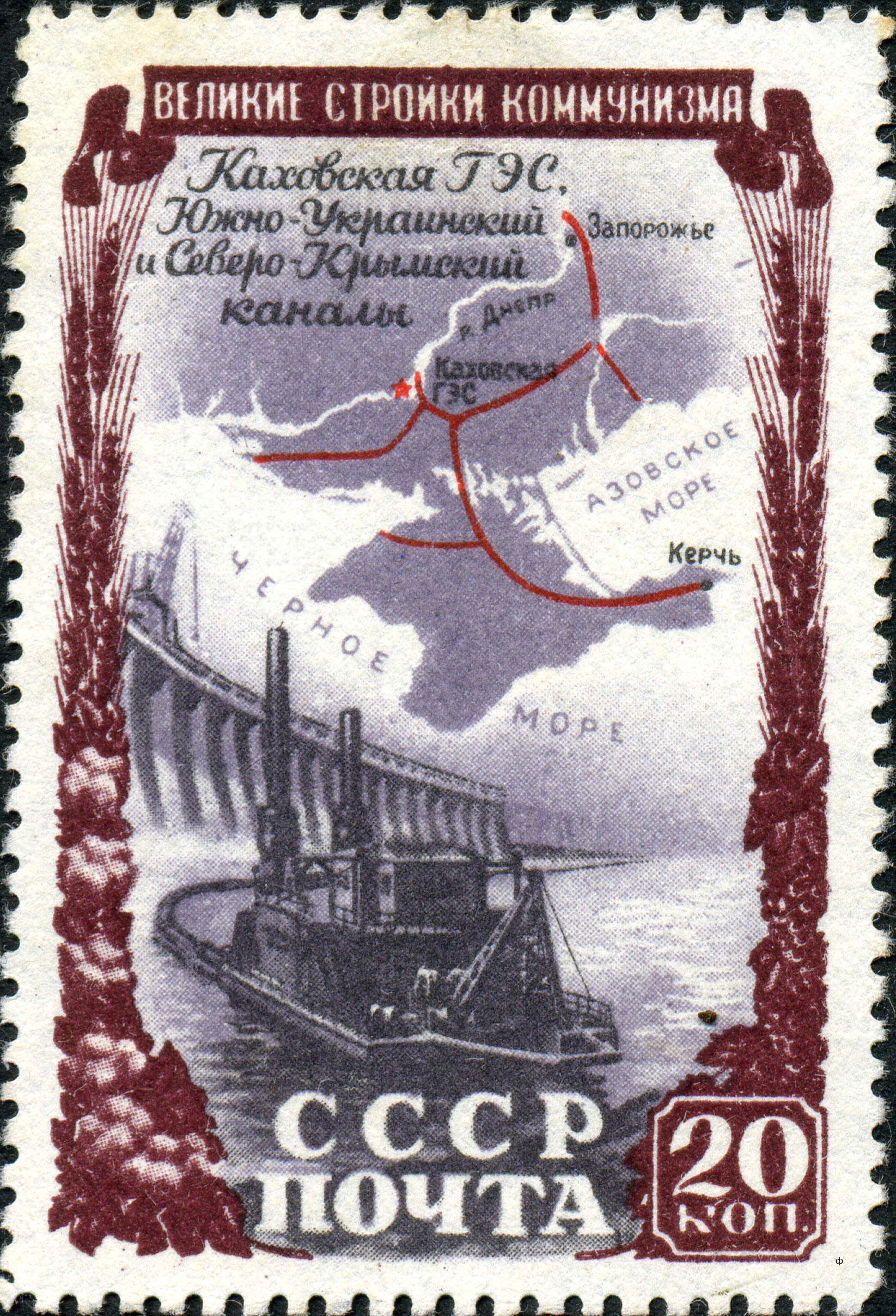
Марка Почты СССР, 1951 год

Изыскательские работы и проектирование Северо-Крымского канала, его ответвлений, водохранилищ, оросительных и дренажных систем выполнялись специалистами украинского проектно-изыскательского института «Укргипроводхоз» (г. Киев) и его крымского филиала (г. Симферополь).
Строительство первой очереди СКК было начато в 1961 году. В 1963 году вода дошла до Красноперекопска, в 1965 году — до Джанкоя, в 1971 году пришла на Керченский полуостров. 5 мая 1975 года была запущена насосная станция № 3, подающая воду в Керчь.
В 1960-х годах пуск воды осуществлялся в земляное русло канала, потери при этом достигали 40 %. Повышение уровня грунтовых вод вызывало засоление почв и гибель садов на прилегающих участках. Бетонирование русла производилось позднее, когда между сезонами канал осушался. Для зимнего бетонирования применяли противоморозную добавку на основе гранулированного удобрения — мочевины.
Особую опасность представляли неразорвавшиеся боеприпасы времён прошедшей войны. Только за один год было извлечено пять тысяч снарядов. В ходе работ происходили взрывы боеприпасов, которые выводили из строя строительную технику.
Строительство первой очереди было завершено в 1978 году. В Крыму объектами первой очереди строительства СКК, кроме русла магистрального Северо-Крымского канала, стали отходящие от него Азовский рисовый и Раздольненский рисовый каналы, а также оросительные системы, в том числе рисовые, на общей площади около 100 тысяч гектар.
В июне 1977 года у села Огородное Раздольненского района (Крым) начато строительство Соединительного канала с четырьмя насосными станциями для поднятия воды через водораздел на высоту 82 метра. По всему руслу канала был устроен противофильтрационный железобетонный экран. Соединительный канал введён в эксплуатацию 16 июня 1984 года. В Херсонской области от канала отходит на запад Краснознаменский канал (в сторону одноимённого села), обеспечивающий водой оросительные системы на территории Херсонской области.
В 1990 году в Крыму была сдана вторая очередь строительства СКК, в рамках которой было построено Межгорное водохранилище, ставшее самым большим из наливных. В 1997 году завершена третья очередь строительства, по которой были реконструированы Раздольненский рисовый и Сакский каналы (с противофильтрационной защитой русла) и построены системы орошения в центральной и западной части Крыма с закрытой оросительной сетью и высокоэффективной широкозахватной дождевальной техникой. Строительство четвёртой было остановлено в 1997 году из-за недостатка средств. В перспективе намечались ещё 5-я и 6-я очереди.
Основные ответвления от магистрального Северо-Крымского канала в Крыму — это Раздольненский, Азовский и Красногвардейский каналы, а также Соединительный (от Раздольненского), Сакский и Западно-Черноморский (от Соединительного) и другие каналы; общая протяжённость каналов и трубопроводов оросительной сети составляет 11 тысяч километров.
Канал позволил решить проблему водоснабжения степного Крыма. Однако, несмотря на то, что СКК обеспечивал нужды полуострова на 80—87 %, проблема нехватки пресной воды сохранялась в некоторых регионах полуострова, например, на участке от Алушты до Судака.

### Прекращение подачи воды в Крым
Весной 2014 года зависимость полуострова от пресной воды Северо-Крымского канала могла быть одним из аргументов отделения или неотделения Крыма от Украины. Впрочем, руководство Госводагентства Украины сообщило о том, что оно не рассматривало возможности отделения Крыма и прекращения водоснабжения по каналу, поскольку это, по их мнению, грозит гуманитарной катастрофой. Кроме Крыма, воду посредством данного канала получает примерно треть Херсонской области. Датой начала эксплуатации было назначено 19 марта.
С 19 марта 2014 года началось заполнение магистрального канала. 24 марта вода пересекла границу Крыма. 2 апреля через головное сооружение из Каховского водохранилища расход составлял 50 м³/с, на границе Крыма — 26,1 м³/с. Происходило заполнение канала до НС-1, которая находится в Джанкойском районе на 208-м километре.
С 4 апреля началось уменьшение расходов и на головном сооружении Северо-Крымского канала, и на всех перегораживающих сооружениях. Подача на Крым сократилась до 4,0 м³/с при заявке на 85 м³/с.

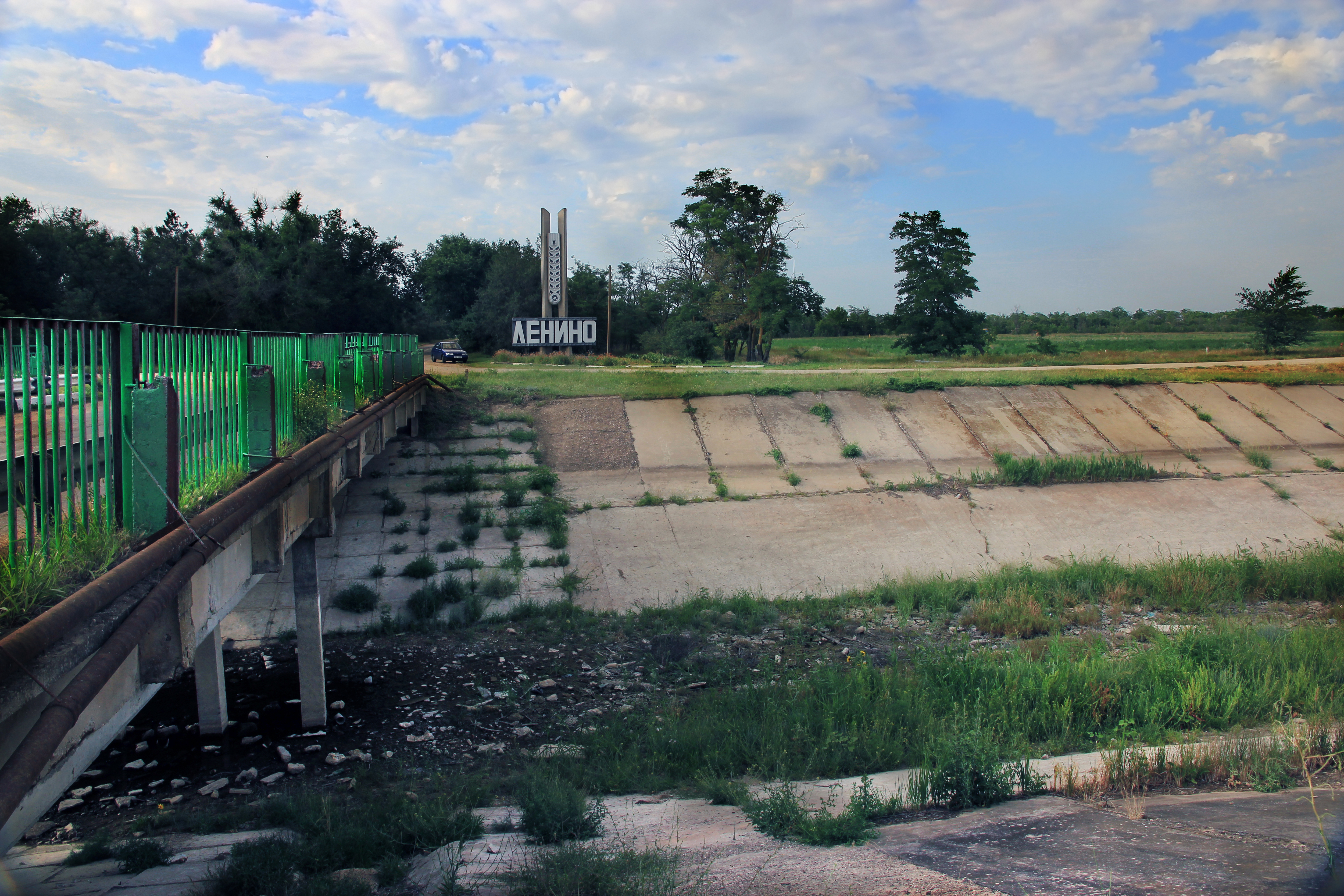
Незаполненный канал у посёлка Ленино в апреле 2014 года

После аннексии Крыма Россией власти Крыма и Госводагентство Украины не смогли договориться об условиях поставки воды; канал был заполнен до уровня, обеспечивавшего водоснабжение Херсонской области, и который позволял иметь лишь незначительный объём воды в аванкамере насосной станции под Джанкоем, поднимающей её дальше в Крым. Затем канал на территории Херсонской области был взят под усиленную охрану и Управление Северо-Крымского канала в Таврийске получило указание[от кого?] закрыть шлюзы на перегородке вблизи границы с Крымом (однако по техническим причинам их удалось только прикрыть), после чего приток воды на территорию Крымского полуострова почти полностью прекратился.
7 мая 2014 года было опубликовано сообщение с фотографией того, как на территории Херсонской области на 80-м километре канала, примерно в 15 км от границы с Крымом, возводится дамба из мешков со смесью песка и глины. Работы велись с автомобильного моста по трассе «Армянск — Херсон» к востоку от посёлка Каланчак (между посёлком Мирное и селом Гавриловка Вторая) (46°12′24″ с. ш. 33°27′15″ в. д.). По словам инициатора строительства дамбы Андрея Сенченко, в ходе возведения имелись опасения, что российская диверсионная группа способна разрушить конструкцию, и в целях введения в заблуждение было обозначено, что строится узел учёта воды с перспективной осуществления дальнейших оплачиваемых поставок воды в Крым. При этом была построена глухая плотина. Представители Крыма озвучивали предложения по расценкам на воду, однако официальные переговоры так и не состоялись. 28 апреля 2017 года рядом с пунктом пропуска «Каланчак» на границе Херсонской области была открыта новая дамба, гарантировавшая прекращение подачи воды в Крым (46°08′54″ с. ш. 33°37′52″ в. д.). После строительства дамбы «лишняя вода» по одному из сбросных каналов стала сбрасываться в залив Чёрного моря, осушая русло Северо-Крымского канала.
Оставшаяся в русле на территории Крыма вода была использована «Крымским содовым заводом» на производственные нужды и на подачу тепла в жилые массивы Красноперекопска.
В условиях отсутствия днепровской воды орошаемое земледелие Крыма понесло значительные убытки. В 1990—2013 годах в Крыму произошло сокращение площади орошаемых земель с 400 до 140 тысяч гектаров. В 2014 году осталось лишь 17 тысяч гектаров, поливаемых из местных источников. Аграрная отрасль стала переходить на засухоустойчивые культуры, а также на капельное орошение; полностью прекратилось возделывание риса. Через год площадь орошаемых земель была уменьшена до 13,4 тысяч га. Объём воды, подававшейся на орошение, сократился с 700 млн м³ в 2013 году до 17,7 млн м³ в 2015 году.

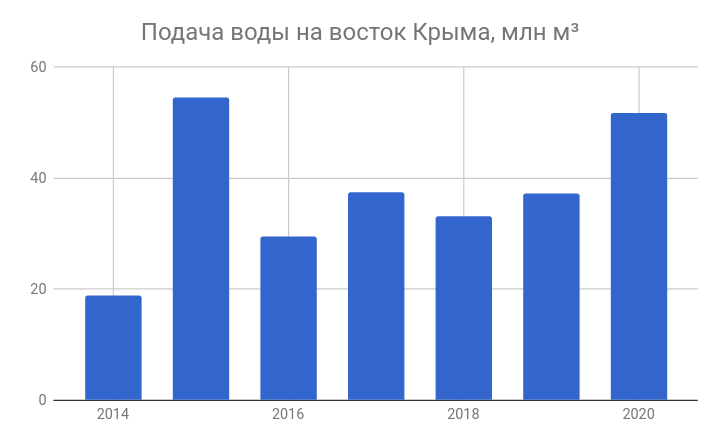
Водоснабжение Восточного Крыма в 2014—2020 годах

Спустя год, 18 мая 2015 года, объём наполнения водохранилищ естественного стока в Крыму составлял 182,3 млн м³ (72 %), что на 35,5 млн м³ превышало показатель 2014 года. Объём воды в наливных водохранилищах составлял 40,7 млн м³ (28 %).

### Альтернативные источники наполнения
Начиная с мая 2014 года для наполнения наливных водохранилищ хозяйственно-питьевого назначения Керченского полуострова стали использовать воды Белогорского и Тайганского водохранилищ местного стока, ранее предназначавшиеся для орошения. Всего в 2014 году было подано 18,8 млн м³.
С марта 2015 года дополнительным источником стали новые артезианские водозаборы. При переброске воды по руслу Биюк-Карасу и СКК потери составляют 18-28 %. Наибольшие потери воды при переброске её из водохранилищ происходят в земляном русле реки Биюк-Карасу.
К декабрю 2015 года Северо-Крымский канал заполнялся на две трети за счёт воды из водохранилищ и на одну треть — за счёт подземных источников. Потери воды в канале не превышали 23—24 %. Всего в 2015 году в наливные водохранилища было подано 54,5 млн м³ воды, что позволило обеспечить потребности в питьевой воде населения восточной части Крыма.
Осенью 2016 года на насосной станции НС-3 был запущен разменный насос, позволяющий осуществлять забор воды из нижних горизонтов канала и в круглосуточном режиме подавать на очистные сооружения Керчи 22 тысячи м³ воды в сутки, минуя Станционное водохранилище. На НС-2 были запущены два разменных насоса, подающих круглосуточно 50—55 тысяч м³. До этого времени НС-2 и НС-3 ввиду избыточной мощности установленных насосов работали в прерывистом режиме. Их работа осложнялась тем, что старые водозаборные сооружения требовали более высокого уровня воды в нижнем бьефе.
В 2016 году было подано 29,6 млн м³ воды: в водохранилища — 26,8 млн м³ (Феодосийское — 11,6 млн м³, Станционное — 12,1 млн м³, Самарлинское — 0,4 млн м³ и Ленинское — 2,7 млн м³) и непосредственно на очистные сооружения Феодосии — 2,8 млн м³.
В 2017 году в наливные водохранилища Восточного Крыма было подано 37,5 млн м³.

#### Белогорское и Тайганское водохранилища
Для переброски в канал запасов Белогорского и Тайганского водохранилищ используется русло реки Биюк-Карасу, по которому вода преодолевает 51 км. Также используется накопительный пруд у села Новоивановка Нижнегорского района, построенный бригадами «Гидростроя-6» республиканского Госкомводхоза.
Из накопительного пруда-отстойника вода по двум трубам, проложенным под дорогой А17 и бетонному подводящему каналу длиной 57,5 м, поступает через водосброс в нижнегорский участок Северо-Крымского канала, откуда самотёком — на насосную станцию № 16 у села Владиславовка, которая поднимает воду в Феодосийское водохранилище — главный источник водоснабжения всей Феодосийско-Судакской зоны. Неподалёку расположены шлюзы, распределяющие воду на Керчь.
Подача воды из крымских водных объектов в Северо-Крымский канал была начата 12 мая 2014, стоимость работ первой очереди составила 3 млн рублей. 26 декабря 2014 года строительство гидроузла было завершено. Стоимость работ составила 7,9 млн рублей.
В 2014 году в Феодосийское водохранилище было закачано 9,8 млн м³, Станционное — 7,8 млн м³, Ленинское — 1,2 млн м³. С января по май 2015 года в Феодосийское было подано 11,8 млн м³, Станционное — 9,1 млн м³ и в Ленинское — 1,6 млн м³.

#### Артезианские водозаборы
В 2015 году для подачи питьевой воды в населённые пункты Юго-Восточного Крыма были подготовлены Новогригорьевский, Нежинский и Просторненский водозаборы, на каждом из них пробурили по 12 скважин. Глубина скважин — от 110 до 180 метров. Планируемый объём — 200 тыс. м³ в сутки и 40 млн м³ в год.
Всего было проложено 48 ниток ПМТП-150 общей протяжённостью 412 км к двум точкам сброса воды в Северо-Крымский канал. К концу апреля из водозаборов в канал было подано 300 тыс. м³.
Для предупреждения потерь воды из нижнего бьефа в верхний используется подпорное сооружение ПС-4, расположенное на 221-м километре канала.
После прихода Северо-Крымского канала в Феодосию в город прекратилась подача воды из Субашских источников. В настоящее время предусматривается возобновление использования подземных Субашских источников для водоснабжения города.

### Возобновление подачи воды в Крым
24 февраля 2022 года в ходе вторжения России в Украину херсонская часть канала была захвачена Россией, что создало возможность возобновления подачи воды в Крым. В тот же день глава Крыма Сергей Аксёнов дал указание председателю Госкомитета по водному хозяйству и мелиорации Крыма Игорю Вайлю подготовить Северо-Крымский канал к приёму воды.
25 февраля Сергей Аксёнов заявил, что подача воды в Крым начнётся ещё не скоро из-за плохого состояния инфраструктуры; как минимум две недели потребуется на расчистку от зарослей простаивавшего русла канала.
26 февраля Минобороны России заявило, что инженерно-сапёрные подразделения Черноморского флота ВМФ России осуществили управляемый подрыв сооружённой в 2014 году дамбы.
3 марта глава администрации Армянска Василий Телиженко сообщил, что вода из Днепра поступила в Крым по каналу.
28 марта заместитель председателя Госкомитета по водному хозяйству Крыма Альберт Кангиев заявил, что в настоящее время весь Северо-Крымский канал заполнен водой из Днепра.
23 мая агентство «Франс-Пресс» со ссылкой на российские власти в Херсонской области писало, что в Крым ежедневно отправляется 1,7 млн м³ воды.
8 июня New York Times отмечала, что Северо-Крымский канал успешно поставляет воду в Крым. Согласно публикации, «спутниковые снимки, изученные The New York Times, показывают, что вода теперь течёт по частям канала, которые были сухими с 2014 года». Как писало издание, возможность того, что Россия пойдёт на военное разблокирование канала высказывалась аналитиками уже в начале 2021 года, во время весеннего наращивания группировки российских войск на границе с Украиной.

### Последствия после разрушения Каховской ГЭС
После разрушения Каховской ГЭС и последующего падения уровня воды в Каховском водохранилище возможно прекращение подачи днепровской воды в канал. 9 июня 2023 года вице-премьер России Марат Хуснуллин заявил, что разрушение Каховской ГЭС не повлияет на водоснабжение Крыма, указав на заполненность водохранилищ в Крыму.
Спустя месяц после разрушения ГЭС, уровень воды в водохранилище упал и подача воды в канал прекратилась.
В августе 2023 года, Глава Республики Крым Аксенов заявил, что запасов воды в Северо-Крымском канале после катастрофы на Каховской ГЭС хватит на 2,5-3 месяца.

## Характеристика

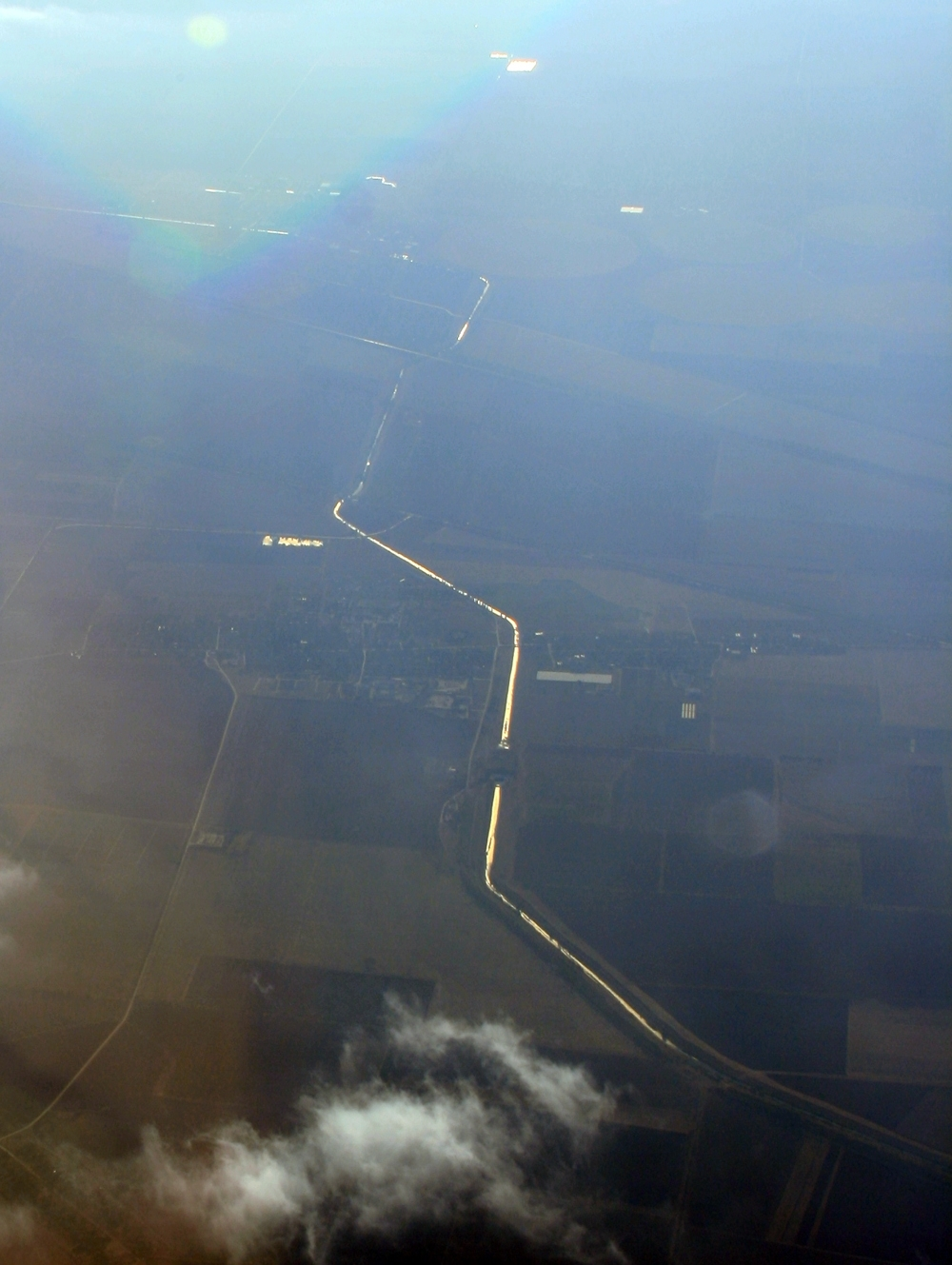
Участок Северо-Крымского канала

Начинается от Каховского водохранилища, проходит через Перекопский перешеек, идёт мимо Джанкоя и далее на юго-восток, доходя до окрестностей Керчи. Длина — 402,6 км, протяжённость в границах Крыма — 294 км.
Ширина в начале у города Таврийска — 150 м, в конце у села Зелёный Яр — 15 м. Максимальная пропускная способность головного сооружения — 294 м³/с.
Несмотря на высокую потенциальную водность, Северо-Крымский канал проектировался как сезонный, а не круглогодичный. До 2015 года его наполнение обычно начиналось в конце марта, а завершалась подача воды в ноябре. Продолжительность движения воды от начальной до конечной точки канала — 33 дня.
Канал не является судоходным.

### Трасса СКК

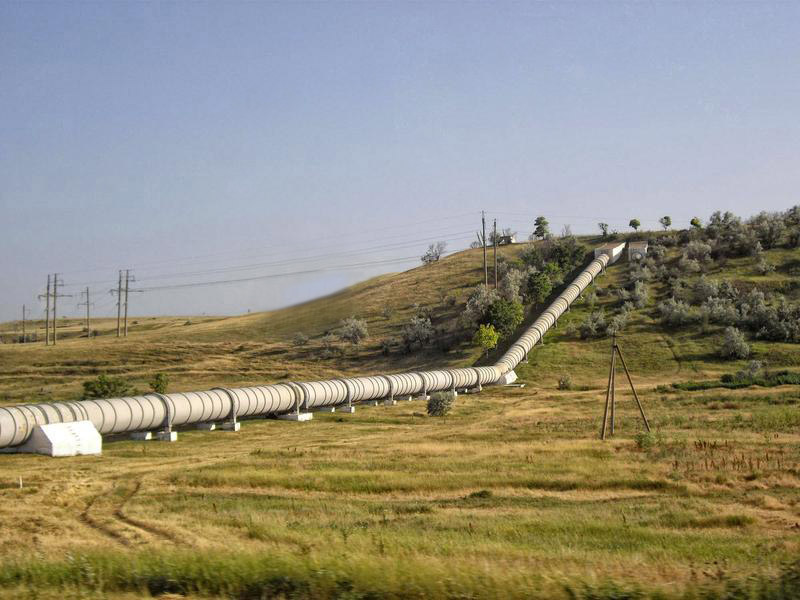
Дюкер от Сакской ветки канала к Межгорному водохранилищу возле Симферополя.

- Главный водозабор размещён на Каховском водохранилище, откуда вода самотёком через Перекопский перешеек подаётся на расстояние 208 км к насосной станции № 1 под Джанкоем у села Победное.
На ПК 1326+80 расположен водозабор «Крымского содового завода», который рассматривается в качестве конечной точки при переброске вод рек Джанкойского района и Биюк-Карасу по тракту водоподачи в обратном направлении по отношению к Северо-Крымскому каналу[68].
На ПК 1348+25 расположено перегораживающее сооружение ПС-2, оборудованное четырьмя сегментными затворами 6×12 м; было введено в эксплуатацию в 1964 году. Пропускная способность — 294 м³/с[69].
- «Насосная станция-1» (НС-1) работает с 1967 года, расположена на ПК 2081+98, высота подъёма — 9,2 м[70]. Всего 6 агрегатов, каждый мощностью 1,6 МВт и производительностью 12,5 м³/с. При полном использовании орошаемых земель включались все 6 агрегатов и подавался расход 75,0 м³/с. В последние годы в основном работало 3 насосных агрегата[71].
- Второй самотёчный (нижнегорский) участок длиной 79 км между 208-м и 287-м километром подаёт воду к насосной станции № 2 у посёлка Советский.
На второй участок выходят 48 линий полевых трубопроводов от подземных водозаборов.
На ПК 2614+15 расположено пересечение с ГК-12-1[72].
На ПК 2426+78[73] в дюкере из трёх железобетонных труб длиной 100 м, проложенных на 10-метровой глубине, канал пересекает реку Салгир. На расстоянии 1 км расположен Новоивановский гидроузел.
- НС-2 расположена на ПК 2686+48, высота подъёма — 25,6 м. Подача воды осуществляется по напорным трубопроводам протяжённостью 700 м и диаметром 2,8 м в водовыпускное сооружение. Суммарная установленная мощность шести насосов — 12 МВт. Производительность каждого насоса — 5,5 м³/с, напор — 28 м. Насосная станция работает круглогодично в полуавтоматическом режиме[74]. В 2015 году насосной станцией было подано 67,968 млн м³[75].
- Третий самотёчный участок длиной 82 км (от 287 до 369 км) заканчивается Зеленоярским водохранилищем.
У села Фронтовое через глубокую балку проложены две трубы длиной 700 м диаметром свыше двух метров. Под балкой Самарли на Керченском полуострове проложен самый большой дюкер длиной четыре километра.
- В Зеленоярском водохранилище аккумулируется вода из СКК для бесперебойной работы насосной станции № 3. Вода поступает по Зелёноярскому тоннелю длинной 760 м[76]. К насосной станции проложен подводящий канал длиной 770 м[76].
- НС-3 — самая мощная насосная станция[76]. Построена в 1975 году на ПК 3687+02 и предназначена для перекачивания воды из Зеленоярского в Станционное водохранилище[76]. Три насоса 52В-11б приводятся в работу тремя электродвигателями ВДС 325/49-16 мощностью по 4,8 МВт и производительностью 4,7 м³/с[76]. Высота подъёма — 67 м[2]. К 2015 году за 40 лет работы объём перекачанной воды составил 1,7 км³[76].
- Напорный водовод диаметром 1800 мм и длиной 322 м к насосным станциям № 4 и 4а и длиной 2760 м к Станционному водохранилищу[76].
- НС-4 у села Новониколаевка.
- Напорный участок 29-километрового водовода заканчивается у водоочистных сооружений Керчи. Первая нитка построена в 1976 году и была изношена на 100 %, вторая эксплуатируется с 1987 года, износ составляет 65—70 %. В 2004 году первая нитка была заменена[77].

Некоторые участки являются подземными, на других участках для пересечения глубоких рельефных впадин (долин малых рек, балок) русло канала проходит по акведукам высотой 4—7 м.

### Орошение и водоснабжение Крыма
В октябре 1963 года воды Днепра впервые пришли на землю Крымского полуострова, их приняла Красноперекопская оросительная система.
В 1964 году площадь орошения составила всего 4,7 тыс. га. В первый год эксплуатации оросительной системы работали только две насосные станции № 49 и № 50 и межхозяйственный распределительный канал РМ-3 протяжённостью 7,3 км.
В 1960—1980-х годах строились и ежегодно вводились в эксплуатацию новые оросительные системы. В 1986 году в равнинном Крыму площадь орошения днепровской водой составляла 380 тыс. га (в том числе 31 тыс. га — рисовые севообороты) и обводнения свыше 600 тыс. га. Канал снабжал водой Феодосию, Керчь, Судак, Щёлкино, часть сёл Ленинского района (Феодосийское, Ленинское, Самарлинское, Зелёноярское, Керченское наливные водохранилища), город Старый Крым через Старо-Крымское водохранилище на реке Чорох-Су с подпиткой из системы СКК, посёлки Симферопольского района (Комсомольское, Грэсовский), некоторые районы города Симферополя через наливное Межгорное водохранилище, из которого был построен также водовод в город Севастополь. В Присивашье имелось 5 крупных рыбоводческих хозяйств, пруды которых заполнялись днепровской водой. Благодаря днепровской воде и интенсивному развитию орошаемого земледелия в Крыму стали появляться новые благоустроенные сёла, а сельское население увеличилось на 200 тыс. человек. Наряду с орошением сельскохозяйственных угодий, днепровская вода подавалась также для поливов приусадебных участков селян и дачных участков горожан.

### Очистка канала
В 2000-х годах стали проводиться ежегодные работы по очистке русла от ила, водорослей и водной растительности. Снижение проточности произошло из-за кратного уменьшения площади орошаемых земель. На НС-1 и НС-2 чаще всего были задействованы один-два насоса, а из-за низкой скорости происходит хорошее прогревание и бурный рост водорослей.
Другой проблемой является заиление канала, которое усложняет транспортировку и увеличивает мутность воды.

### Влияние на экологию
Канал имел важное значение для восполнения запасов артезианских вод степной части полуострова, широко используемых для централизованного водоснабжения городов и сёл Крыма. Поступление днепровской воды через фильтрационные бассейны производственной установки искусственного пополнения подземных вод, работавшей в 80-х годах, препятствовало проникновению солёных вод вглубь территории Крыма.
С другой стороны, обильное орошение и инфильтрация из канала вызвала в пределах Присивашья повышение уровня грунтовых вод и засоление почв. Для улучшения мелиоративной обстановки предусматривалось «орошение на фоне дренажа». Была построена разветвлённая дренажная сеть, русла большинства равнинных рек были частично спрямлены и превращены в дренажные коллекторы. В 1981 году было создано специальное Межрайонное управление коллекторно-дренажных систем.
Интенсивное орошение и развитие дренажной сети привело к увеличению сбросов возвратных вод оросительных систем, загрязнённых удобрениями и пестицидами, в природные водные объекты, включая заливы Чёрного моря.
В 2014 году произошло снижение уровня грунтовых вод по причине отсутствия воды в каналах и сокращения поливных площадей. Снижение уровней грунтовых вод на некоторых участках благотворно повлияло на улучшение солевого режима почв, так как произошло снижение солевого горизонта.
Выброшенные при аварии на Чернобыльской АЭС радионуклиды по Северо-Крымскому каналу с днепровской водой попадали в водоёмы Крыма. После закрытия канала в апреле 2014 года уровень радиоактивного загрязнения в озёрах Крыма уменьшился к 2016—2018 годам в 3—5 раз.

## Дублирование канала
С целью снижения потерь от просачивания и испарения с водного зеркала, в 2020—2021 годах велось строительство трубопроводов: на Симферополь (12 км) и на Керчь (93 км).

## В искусстве
О строительстве второй очереди Северо-Крымского канала был снят в 1974 году полнометражный цветной широкоэкранный документальный фильм в 5 частях на студии ЦСДФ режиссёром Леонидом Кристи.